# Erica peltata
Erica peltata är en ljungväxtart som beskrevs av Gábor Gabriel Andreánszky. Erica peltata ingår i släktet klockljungssläktet, och familjen ljungväxter. Inga underarter finns listade i Catalogue of Life.